# Francisco José Contreras Peláez
Francisco José Contreras Peláez, né le 17 février 1964 à Séville, est un homme politique espagnol membre de Vox, professeur de droit constitutionnel à l'Université de Séville.

## Biographie
Membre du comité exécutif de Vox dans la province de Séville, il fait partie des négociateurs de l'accord de gouvernement conclu avec le Parti Populaire en Andalousie en janvier 2019.
Lors des élections générales anticipées du 10 novembre 2019, il est élu au Congrès des députés pour la XIVe législature.

### Positions politiques
Il est opposé aux lois sur les droits des personnes LGBT, qu'il juge liberticides. Il est également très critique à l'égard de la loi sur la violence de genre, y voyant un « simple business ».
Il est climatosceptique.
Il justifie en 2022 le massacre de milliers de civils par les troupes franquistes lors de La Desbandada, affirmant qu'il était dû à une "improvisation logistique" du côté républicain et que des soldats républicains avaient également fui parmi la population civile.